# 3533 Toyota
3533 Toyota eller 1986 UE är en asteroid i huvudbältet som upptäcktes den 30 oktober 1986 av de båda japanska astronomerna Takeshi Urata och Kenzo Suzuki i Toyota. Den är uppkallad efter den japanska staden Toyota.
Den tillhör asteroidgruppen Matterania.